# Freiherr-von-Drais-Radweg

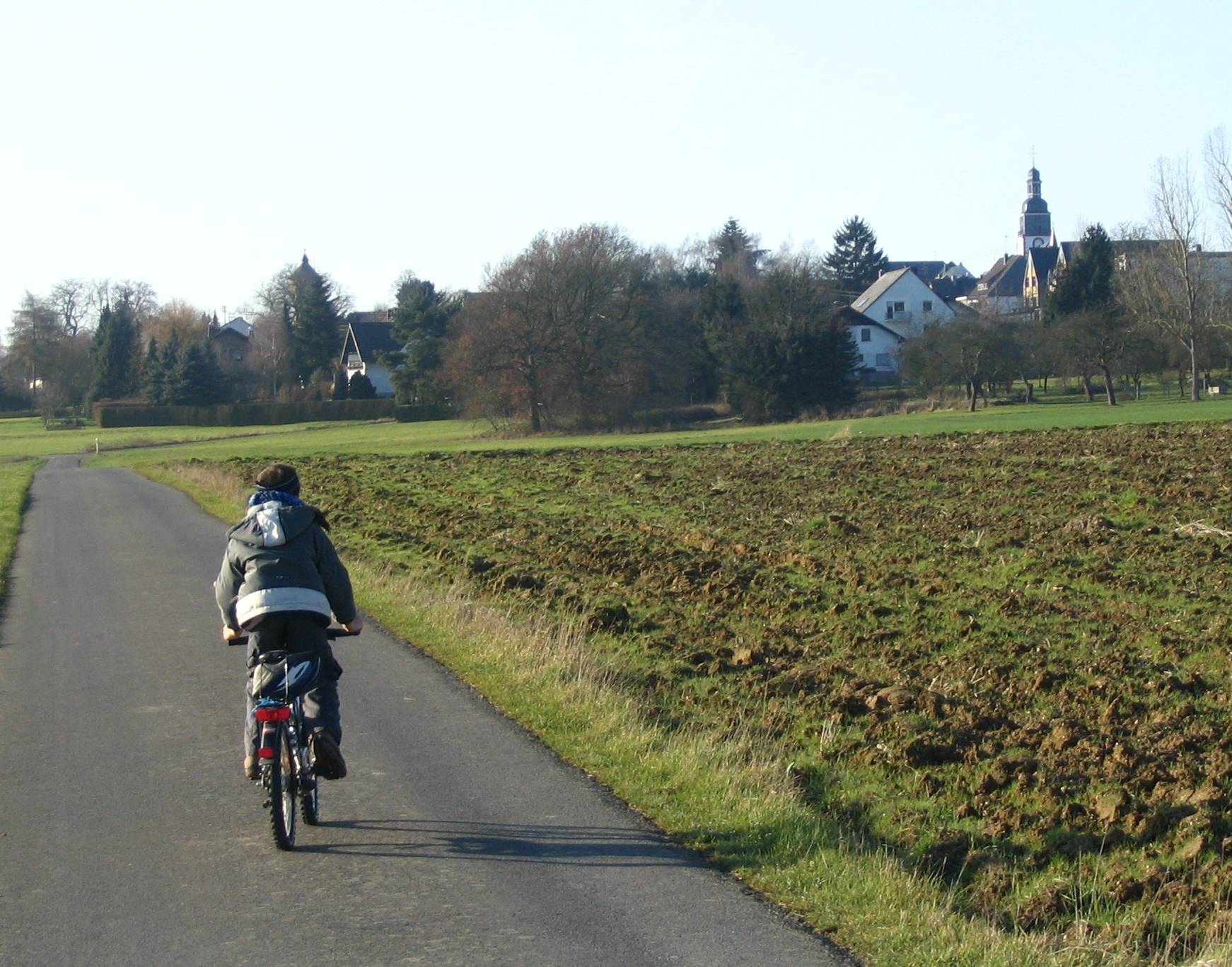
Radweg östlich von Kirchberg

Der im Hunsrück gelegene Freiherr-von-Drais-Radweg ist 24,1 km lang und verläuft rund um die Stadt Kirchberg.
Benannt wurde der Radweg nach dem bekanntesten Kirchberger, Karl Freiherr von Drais, dem Erfinder des ersten Zweirads namens Laufmaschine, Veloziped oder Draisine.

## Verlauf
Der Radweg verläuft meist über asphaltierte Feld- und Waldwege, zum Teil auf wenig befahrenen Landstraßen.
- Marktplatz Kirchberg
- Gemeinde Dillendorf im Kyrbachtal
- Nieder Kostenz
- Ober Kostenz
- Parallel zur Bundesstraße 421
- Reckershausen
- Parallel zur Bundesstraße 421
- Marktplatz Kirchberg

Hinweis: Der Radweg ist nur in dieser Richtung ausgeschildert.

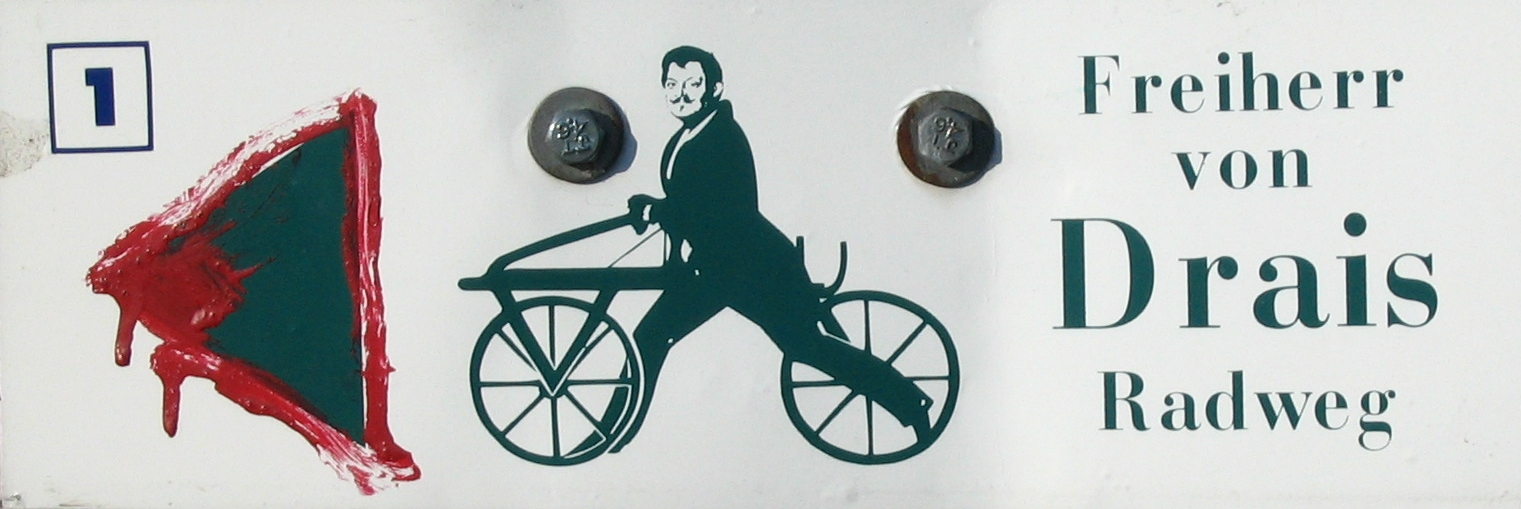
Radweglogo alt

## Sehenswertes
Entlang des Radwegs liegen einige Sehenswürdigkeiten:
- Heimathaus Kirchberg
- Katholische Kirche Kirchberg
- Wasserturm Kirchberg
- Eisenbahnviadukt Nieder Kostenz
- Lehrpfad Reckershausen
- Freizeitgelände Reckershausen

## Kartenmaterial
Radwanderkarte Rhein-Hunsrück, 1:75.000

## Anschluss-Radwege
- Lützelsoon-Radweg
- Hunsrück-Radweg